# Felice Holman
Felice Holman (* 24. Oktober 1919 in New York; † 2. März 2023 in La Jolla, Kalifornien) war eine US-amerikanische Kinder- und Jugendbuchautorin.
Sie wuchs in New York und Vororten New Yorks auf und lebte ab 1986 in Kalifornien. Ihr bekanntestes Werk ist Slake's Limbo (1974; deutsch: Vorhölle), das 1989 unter dem Titel Runaway verfilmt wurde.